# 李浩成
李浩成（韓語：이호성，1994年12月19日—，游戏ID：Duke），韩国《英雄联盟》职业运动员。职业生涯中获得了2016LCK春季赛冠军、2019LPL春季赛冠军、2016年MSI冠军、S6全球总冠军以及S8全球总冠军，是历史上第一位获得两届世界赛冠军的上單选手，也是历史上第一位在两个赛区（LCK、LPL）获得联赛冠军的选手。

## 职业生涯
早在2011年，李浩成就在《星际争霸》上崭露头角，他跟随SKT T1在OGN韩国星际争霸联赛上击败了KT Rolster获得冠军。在S3时，李浩成转战《英雄联盟》。2013年10月29日，他加入了KT Bullets并取ID为“Leopard”，但直到IEM第八赛季世界赛上才作为首发上单出战，他们横扫了其他队伍并在决赛上3:0击败Fnatic夺冠。回国后KT B参加了Hot6ix冠军杯2014年春季赛并进入了八强，在1/4决赛上他们2:3不敌NaJin W Shield。不久后李浩成将ID改为“Duke”并加入了NaJin Black Sword，在夏季赛上，他们又一次闯进了八强，在1/4决赛上2:3不敌SKT T1 S。
2015年，由于OGN规则所限，NaJin的“黑剑”（Black Sword）与“白盾”（White Shield）进行了合并，即NaJin e-mFire，李浩成也成为了新队伍的首发上单，赛季中他表现出色，获得了LCK春季赛常规赛MVP，也成为了当时LCK“四大上单”（Duke、MaRin、Smeb以及Ssumday）之首。2015年12月，李浩成加入SK Telecom T1担任首发上单，在2016年中，他们包揽了LCK春季赛冠军、MSI冠军以及S6全球总决赛冠军。在S6半决赛上，SKT与ROX上演了一盘“史上最精彩的BO5”对局，最终SKT 3:2险胜ROX进入决赛，在决赛上他们与SSG鏖战五局，最终3:2获得总冠军。
2017年1月，李浩成加入Invictus Gaming。这一年iG成绩平平，春季赛八强，夏季赛获得了季军，未能进入世界赛。2018年，姜承録（ID：TheShy）在iG逐渐坐稳首发，李浩成变成了替补。虽然并未有太多上场机会，但在几次关键比赛上场均有亮眼发挥。在洲际赛上，iG与RNG、EDG以及RW共同获得了洲际赛冠军，李浩成成为了同时获得联赛、季中赛、洲际赛以及世界赛的“大满贯”选手。这一年iG获得春季赛殿军以及夏季赛亚军，凭借积分优势以三号种子的身份晋级全球总决赛。在世界赛上，iG以小组第二进入淘汰赛，在1/4决赛上他们遭遇了LCK一号种子KT Rolster，最终他们3:2险胜KT晋级四强，在半决赛和决赛上iG以两个3:0分别战胜G2和FNC，获得总冠军，这是LPL赛区的第一个S赛冠军，李浩成也成为了第一位跨赛区夺冠的选手以及第一位获得两个冠军皮肤的上单选手。
2019年，李浩成鲜有上场机会，iG在春季赛决赛3:0战胜了JDG，获得了队史第一个LPL冠军。李浩成因在赛前垃圾话环节所说“我是锦鲤，我是冠军”一言而被大家成为“锦鲤”。夏季赛上李浩成出场几次但战绩不佳，世界赛上他虽随队出征但并未获得上场机会。赛季结束后李浩成宣布不再续约，成为自由人。

## 成就

### KT Rolster Bullets
- 季军 — 英雄联盟韩国冠军联赛2014年冬季赛
- 冠军 — 英特尔极限高手杯第八赛季世界冠军赛

### SK Telecom T1
- 冠军 — 英特尔极限高手杯第十赛季世界冠军赛
- 冠军 — 英雄联盟韩国冠军联赛2016年春季赛
- 冠军 — 2016年英雄联盟季中邀请赛
- 季军 — 英雄联盟韩国冠军联赛2016年夏季赛
- 冠军 — 英雄联盟2016赛季全球总决赛

### Invictus Gaming
- 季军 — 英雄联盟职业联赛2017年夏季赛
- 冠军 — 2017年全国电子竞技大赛
- 殿军 — 英雄联盟职业联赛2018年春季赛
- 冠军 — 2018年英雄联盟洲际系列赛
- 亚军 — 英雄联盟职业联赛2018年夏季赛
- 冠军 — 英雄联盟2018赛季全球总决赛
- 冠军 — 英雄联盟职业联赛2019年春季赛
- 亚军 — 2019年英雄联盟洲际系列赛

## 个人荣誉
- 英雄联盟韩国冠军联赛2015年春季赛常规赛MVP
- 英雄联盟韩国冠军联赛2016年春季赛FMVP

### 冠军皮肤
- SKT T1 艾克[19]
- iG 艾瑞莉娅[20]